# 廿日出要之進
廿日出 要之進（はつかで ようのしん、1898年11月30日 - 1973年9月26日）は、広島県出身の実業家。アヲハタ創業者。

## 来歴
広島県豊田郡大長村（現在の呉市豊町）生まれ。大長村は広島ミカン発祥の地で廿日出の実家も果物農家を営んでいた。旧制忠海中学校（現広島県立忠海高等学校）～農林省水産講習所（現・東京海洋大学）卒業（1923年）。同講習所の先輩で中島董一郎が創業した中島董商店に入社。大長村の同郷で、ミカン缶詰のアルカリ剥皮法で名を残す加島正人に協力して郷里でみかんの缶詰作りに取り組む。ところが加島が中島董商店を通さず、直接英国と取り引きを始めたことから、中島の全額出資を得て1932年、みかんの缶詰加工とオレンジママレードなどジャム類の製造を目的として広島県竹原市忠海に「旗道園株式会社」を創業した。「農産加工の美味しさは、その原料によって七割が決まる」の信念のもと、当時柑橘類の最優良産地であった瀬戸内に位置する場所を選んだといわれる。
太平洋戦争中に閉鎖を余儀なくされ、広島県合同缶詰に整理統合されるが戦後の1948年地元資本を導入して「青旗缶詰」として再スタート。この時、廿日出は中島に会社の返却を申し出たが、中島は廿日出に社を任せた。社名は中島が英国滞在中に、ケンブリッジ大学とオックスフォード大学の伝統のボートレースのフェアプレーに感動して、両校の「青い旗」に強い印象を受けたものといわれる。以降、廿日出は缶詰・ジャム類の製造に従事し、1980年代にジャム類缶、びん詰生産日本一になるなど、キユーピー・アヲハタグループの中核企業として成長させた。
1972年、農産缶詰の品質、およびジャム類の品質向上の貢献により食品産業功労賞（技術部門）受賞。二男で二代目社長・廿日出多真夫も1999年に低糖度ジャムの商品化により同賞を受賞している。